# 39e méridien ouest
En géographie, le 39e méridien ouest est le méridien joignant les points de la surface de la Terre dont la longitude est égale à 39° ouest.

## Géographie

### Dimensions
Comme tous les autres méridiens, la longueur du 39e méridien correspond à une demi-circonférence terrestre, soit 20 003,932 km. Au niveau de l'équateur, il est distant du méridien de Greenwich de 4 341 km,.
Avec le 141e méridien est, il forme un grand cercle passant par les pôles géographiques terrestres.

### Régions traversées
En commençant par le pôle Nord et descendant vers le sud au pôle Sud, Le 39e méridien ouest passe par:
| Coordonnées          | Pays, territoire ou mer | Notes |
| -------------------- | ----------------------- | --- |
| 90° 00′ N, 39° 00′ O | Océan Arctique          | |
| 83° 39′ N, 39° 00′ O | Mer de Lincoln          | |
| 83° 19′ N, 39° 00′ O | Groenland               | |
| 65° 33′ N, 39° 00′ O | Océan Atlantique        | |
| 3° 24′ S, 39° 00′ O  | Brésil                  | Ceará Pernambouc — from 7° 51′ S, 39° 00′ O Bahia — à partir de 8° 45′ S, 39° 00′ O                                            |
| 14° 22′ S, 39° 00′ O | Océan Atlantique        | Passe près de la côte du Brésil, juste à l'est de Ilhéus                                                                       |
| 15° 15′ S, 39° 00′ O | Brésil                  | Bahia |
| 16° 14′ S, 39° 00′ O | Océan Atlantique        | |
| 60° 00′ S, 39° 00′ O | Océan Austral           | |
| 77° 43′ S, 39° 00′ O | Antarctique             | Liste des territoires à la fois par l' Argentine (Antarctique argentin) et le Royaume-Uni (Territoire antarctique britannique) |